# 何氏細鬚魮
何氏細鬚魮（学名：Leptobarbus hoevenii），俗稱何氏細鬚䰾、紅尾金絲、蘇丹魚、栗色鯊，為輻鰭魚綱鯉形目鯉科的一個種。

## 分布
本魚分布於泰國、柬埔寨、寮國、馬來西亞、印尼蘇門答臘、婆羅洲的溪流。

## 特徵
本魚銀河色的腹側在側線以上有黃綠色的色澤。幼魚從頭到尾有一條黑色斑紋，會隨年齡的增長而褪去。腹鰭和尾鰭呈紅色，紅色尾鰭叉面有黑邊，背鰭基本上是無色的。背鰭軟條9枚；臀鰭軟條8枚，體長可達100公分。

## 生態
該魚種多棲息在無人工攔截的河川與溪流，及應季的洪泛區。不具洄游性，但會在上下游遷移，從湄公河的漁獲量可知每年1、2月向河川上游洄游；而6、7月向下游的遷移時成群巡遊，屬雜食性，性情溫和。

## 經濟利用
在柬埔寨及越南為重要的食用魚，並予以養殖，另可作為觀賞魚。